# Zygaena rhadamanthus
Zygaena rhadamanthus - gatunek owada z rodziny kraśnikowatych.

## Charakterystyka

### Rozmieszczenie
Występuje na Półwyspie Apenińskim, Półwyspie Iberyjskim i na terenie Francji.

### Roślina żywicielska
Szyplin jedwabisty, komonica, sparceta.